# Puente km329
El Puente del kilómetro 329 es un puente carretero que cruza el río Negro y une los poblados de La Paloma (departamento de Durazno) y Caraguatá (departamento de Tacuarembó). Originalmente era un puente ferroviario que servía como parte del ramal que conectaría la ciudad de Florida con el interior del departamento de Tacuarembó, aunque las obras del ramal no se extendieron más allá del puente. Es conocido como "el puente más largo de Uruguay".
Su construcción data de 1936 como puente ferroviario, en ese momento Alemania colaboraba con la construcción de infraestructura en Uruguay. Con el comienzo de la Segunda Guerra Mundial la construcción se detiene y se mantiene así por décadas. En 1983 AFE retoma su construcción pensando en continuar la línea férrea más allá del Río Negro, aunque poco tiempo después se volvió a abandonar su construcción ya que se entendió que no se iba a usar esa línea.
Durante el gobierno de Luis Alberto Lacalle se terminó la obra pero transformándolo en un puente carretero como parte de la Ruta 6, aunque para acceder a él desde la ruta había que desviarse del trazada de la ruta a través de caminos departamentales. Se inauguró el 10 de julio de 1994. Sin embargo, desde esa fecha jamás había sido conectado a ninguna ruta nacional, además su camino de tosca y el constante abandono hacía que muy pocos vehículos pasasen por su recorrido. El día 24 de agosto de 2024, el presidente Luis Lacalle Pou (hijo del expresidente Luis Alberto Lacalle Herrera) inauguró la conexión de la ruta 6 con el "puente 329". En el canal de YouTube de la Presidencia de la República Oriental del Uruguay, puede apreciarse el discurso realizado durante su inauguración.
Actualmente se encuentra adjudicada la licitación pública para la conexion entre la cabecera norte del puente y la ruta nacional 26.